# 풍천 노씨 대종가
풍천 노씨 대종가(豊川 盧氏 大宗家)는 대한민국 경상남도 함양군 지곡면 개평리에 있는 조선시대의 건축물이다. 2004년 3월 18일 경상남도의 문화재자료 제343호로 지정되었다.

## 개요
안채는 정면 4칸, 측면 2칸으로 전·후 퇴를 두었으며 5량 구조에 합각지붕 형식이다. 종도리에 공탄(孔誕) 2376(二三七六)년이라는 기록을 통해 조선 순조 24년(1824)에 건립되었음을 알 수 있으며 약 70여년 전 중수하였다고 한다.
정면 기단을 약 80cm 정도의 높이로 조성하고 그 위에 방형으로 조성한 주좌를 놓고 약간의 민흘림을 두어 기둥을 세웠다.
안채의 종도리에는 공탄(孔誕) 2376(二三七六)년(1824)이라는 기록이 있어 건립연대를 확실히 알 수 있으며 전·후 퇴를 사용한 것이나 간결한 가구기법, 장식적 기법 등 조선 후기 건축양식과 기법을 볼 수 있는 건물로 학술적 가치가 있으며 보존상태도 양호하다.

## 현지 안내문
풍천 노씨 대종가는 세조 때의 청백리 송재 노숙동(松齊 盧淑仝, 1403~1463)이 경남 창원에서 처가(일두 정여창의 고모집 사위)인 이곳에 자리를 잡고 이사를 오면서 지은 집으로 70여년 전에 재목을 대부분 그대로 사용하여 중수하였다.
건물의 배치는 남부지방의 특징인 개방형으로서 사대부 집답게 "ㅁ"자형으로 배치가 되었고 곡간은 초가였으나, 기와로 보충하였다.
노숙동은 풍천 노씨로서는 처음으로 함양에 들어와 살게 된 중시조이며 세종 때 벼슬을 시작한 이후 중국의 주나라에서 원나라에 이르기까지 역사와 기자조선에서 고려시대까지 역사 등 국가의 흥망성쇠와 군사, 교육, 외환 등 윤리와 도덕에 바탕을 둔 사실들을 엮은 《치평요람》을 지어 왕에게 올렸으며 고려사 저술에 참여하였다.
호조예서참판 등 수많은 벼슬을 지내면서도 조금도 민폐를 끼치지 않아 세조 때 청백리로 녹선되었고 상호군으로 보하여졌으며 1701년 숙종 때 함양의 도곡서원에 재향되었다.

## 참고 자료
- 풍천 노씨 대종가 - 국가유산청 국가유산포털